# Étoile variable de type Mira

Mira, l'étoile prototype des variables de type Mira

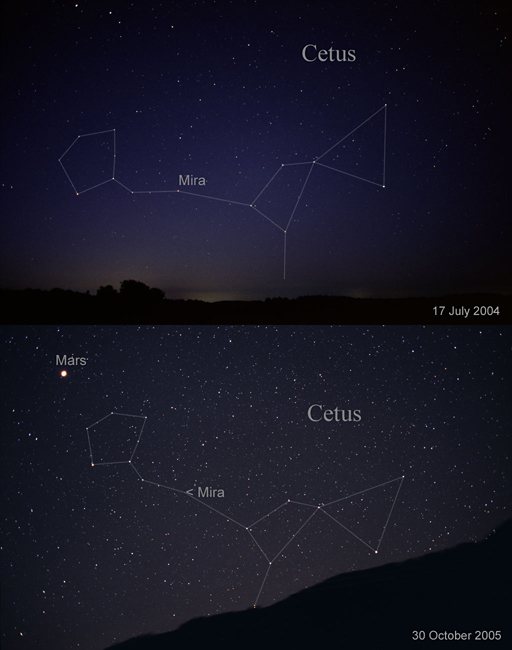
Mira

Les (étoiles) variables de type Mira sont une classe d'étoiles variables, caractérisées par des couleurs très rouges, des périodes de pulsation supérieures à 100 jours, et des amplitudes de luminosité supérieures à une magnitude. Ce sont des étoiles géantes rouges se trouvant dans les dernières étapes de leur évolution stellaire (la branche asymptotique des géantes rouges) qui finiront par expulser leur enveloppe externe en une nébuleuse planétaire et par devenir des naines blanches en quelques millions d'années. Cette classe d'étoile est nommée en référence à l'étoile Mira (o Cet).
On pense généralement que les variables Mira ont une masse inférieure à deux masses solaires, mais elles peuvent être des centaines de fois plus lumineuses que le Soleil, à cause de leur enveloppe très élargie. Ces étoiles semblent pulser en se contractant et en s'élargissant de manière cyclique, ce qui conduit à un changement à la fois du rayon et de la température, d'où leur variation de luminosité. La période de pulsation est fonction de la masse et du rayon de l'étoile,. Les très larges amplitudes de variation de la magnitude visuelle ne sont pas uniquement dues aux grandes variations de luminosité, mais également à un décalage de l'énergie émise dans les longueurs d'onde infrarouge et visible lorsque les étoiles changent de température lors de leurs pulsations.
Les premiers modèles d'étoiles Mira supposaient que l'étoile restait à symétrie sphérique durant ce phénomène (principalement pour garder une modélisation simple, plutôt que pour des raisons physiques). Une récente étude d'étoiles variables Mira a trouvé que 75 % des étoiles qui pouvaient être résolues avec le télescope IOTA ne sont pas à symétrie sphérique, un résultat qui est cohérent avec les images plus anciennes d'étoiles Mira individuelles,,, si bien qu'il y a maintenant une urgence à faire des modélisations tridimensionnelles réalistes des étoiles Mira sur des superordinateurs.
Les variables Mira peuvent être riches en oxygène ou riches en carbone. Les étoiles riches en carbone telles que R Leporis proviennent d'un ensemble étroit de conditions qui contrecarrent la tendance normale des étoiles AGB à maintenir un surplus d'oxygène par rapport au carbone à leur surface à cause des dredge-ups. Les étoiles AGB pulsantes telles que les variables Mira subissent une fusion en coquilles alternant l'hydrogène et l'hélium, ce qui produit des convections profondes périodiques appelées dredge-ups. Ces dredge-ups font monter en surface le carbone produit par la combustion de l'hélium en coquille et produiront une étoile carbonée. Cependant, dans les étoiles de masse supérieure à environ 4 M☉, la combustion "inférieure chaude" se produit. Cela arrive quand les régions inférieures de la zone convective sont assez chaudes pour qu'une fusion significative selon le cycle CN ait lieu, ce qui détruit la majorité du carbone avant qu'il ne soit transporté à la surface. Par conséquent les étoiles AGB les plus massives ne deviennent pas riches en carbone.
Les variables Mira perdent rapidement de la masse et cette matière forme souvent des couches de poussière autour de l'étoile. Dans certains cas, les conditions sont favorables à la formation de masers naturels.
Bien que la plupart des variables Mira soient très similaires en ce qui concerne leur comportement et leur structure, il s'agit d'une classe hétérogène d'étoiles variables, à cause notamment des différences d'âge, de masse, de période de pulsation, et de composition chimique.
Une petite fraction des variables de type Mira semblent changer de période de pulsation au cours du temps, cette période augmentant ou diminuant de façon significative (jusqu'à un facteur trois) sur une durée de plusieurs décennies ou plusieurs siècles. On pense que ceci est causé par des modifications de température, une « coque » d'hydrogène proche de la surface de l'étoile pouvant devenir assez chaude et dense pour commencer des réactions de fusion nucléaire. Ceci modifie la structure de l'étoile, ce qui se manifeste par un changement de période. Ce processus est prévu par la théorie pour toutes les variables Mira, mais la durée relativement courte des pulsations thermiques (quelques milliers d'années) comparée à la durée de vie d'une étoile sur la branche asymptotique des géantes (plusieurs millions d'années) fait que l'on ne constate ce phénomène que sur quelques-unes des milliers de variables Mira connues, dont peut-être R Hydrae. La plupart des variables Mira présentent de légers changements de période cycle à cycle, probablement à cause d'un comportement non linéaire de l'enveloppe stellaire dont des écarts à la symétrie sphérique,.

## Liste
La liste ci-dessous contient des variables de type Mira sélectionnées pour leur intérêt en astronomie amateur ou professionnelle. Sauf mention contraire, les magnitudes indiquées sont en bande V.
| Étoile              | Magnitude maximale  | Magnitude minimale  | Période (en jours) | Distance (en parsecs) |
| ------------------- | ------------------- | ------------------- | ------------------ | --------------------- |
| Mira                | 2.0                 | 10.1                | 332                | 92                    |
| Chi Cygni           | 3.3                 | 14.2                | 408                | 181                   |
| R Hydrae            | 3.5                 | 10.9                | 380                | 124                   |
| R Carinae           | 3.9                 | 10.5                | 307                | 158                   |
| R Leonis            | 4.4                 | 11.3                | 310                | 71                    |
| S Carinae           | 4.5                 | 9.9                 | 149                | 546                   |
| R Cassiopeiae       | 4.7                 | 13.5                | 430                | 126                   |
| R Horologii         | 4.7                 | 14.3                | 405                | 210                   |
| R Doradus           | 4.8                 | 6.6                 | 338                | 55                    |
| U Orionis           | 4.8                 | 13.0                | 377                | 437                   |
| RR Scorpii          | 5.0                 | 12.4                | 281                | 353                   |
| R Serpentis         | 5.2                 | 14.4                | 356                | 209                   |
| T Cephei            | 5.2                 | 11.3                | 388                | 188                   |
| R Aquarii           | 5.2                 | 12.4                | 387                | 362                   |
| R Centauri          | 5.3                 | 11.8                | 502                | 385                   |
| RR Sagittarii       | 5.4                 | 14                  | 336                | 1330                  |
| R Trianguli         | 5.4                 | 12.6                | 267                | 294                   |
| S Sculptoris        | 5.5                 | 13.6                | 367                | 337                   |
| R Aquilae           | 5.5                 | 12.0                | 271                | 422                   |
| R Leporis           | 5.5                 | 11.7                | 445                | 413                   |
| W Hydrae            | 5.6                 | 9.6                 | 390                | 104                   |
| R Andromedae        | 5.8                 | 15.2                | 409                | 386                   |
| S Coronae Borealis  | 5.8                 | 14.1                | 360                | 541                   |
| U Cygni             | 5.9                 | 12.1                | 463                | 518                   |
| X Ophiuchi          | 5.9                 | 8.6                 | 338                |                       |
| RS Scorpii          | 6.0                 | 13.0                | 319                | 180                   |
| RT Sagittarii       | 6.0                 | 14.1                | 306                | 952                   |
| RU Sagittarii       | 6.0                 | 13.8                | 240                |                       |
| RT Cygni            | 6.0                 | 13.1                | 190                |                       |
| R Geminorum         | 6.0                 | 14.0                | 370                |                       |
| S Gruis             | 6.0                 | 15.0                | 402                | 446                   |
| V Monocerotis       | 6.0                 | 13.9                | 341                | 395                   |
| R Cancri            | 6.1                 | 11.9                | 357                | 633                   |
| R Virginis          | 6.1                 | 12.1                | 146                | 606                   |
| R Cygni             | 6.1                 | 14.4                | 426                |                       |
| R Bootis            | 6.2                 | 13.1                | 223                |                       |
| T Normae            | 6.2                 | 13.6                | 244                | 277                   |
| R Leonis Minoris    | 6.3                 | 13.2                | 372                | 347                   |
| S Virginis          | 6.3                 | 13.2                | 375                | 1110                  |
| R Reticuli          | 6.4                 | 14.2                | 281                | 820                   |
| S Herculis          | 6.4                 | 13.8                | 304                |                       |
| U Herculis          | 6.4                 | 13.4                | 404                | 235                   |
| R Octantis          | 6.4                 | 13.2                | 407                | 602                   |
| S Pictoris          | 6.5                 | 14.0                | 422                | 407                   |
| R Ursae Majoris     | 6.5                 | 13.7                | 302                | 415                   |
| R Canum Venaticorum | 6.5                 | 12.9                | 329                | 962                   |
| R Normae            | 6.5                 | 12.8                | 496                | 581                   |
| T Ursae Majoris     | 6.6                 | 13.5                | 257                | 1250                  |
| R Aurigae           | 6.7                 | 13.9                | 458                | 422                   |
| RU Herculis         | 6.7                 | 14.3                | 481                | 1040                  |
| R Draconis          | 6.7                 | 13.2                | 246                | 769                   |
| V Coronae Borealis  | 6.9                 | 12.6                | 358                | 2700                  |
| S Cassiopeiae       | 6.9                 | 13.0                | 445                | 1220                  |
| R Pegasi            | 6.9                 | 13.8                | 378                | 287                   |
| V Cassiopeiae       | 6.9                 | 13.4                | 229                | 467                   |
| T Pavonis           | 7.0                 | 14.0                | 244                |                       |
| RS Virginis         | 7.0                 | 14.6                | 354                |                       |
| Z Cygni             | 7.1                 | 14.7                | 264                |                       |
| S Orionis           | 7.2                 | 13.1                | 434                | 1120                  |
| UV Aurigae          | 7.3                 | 10.9                | 394                |                       |
| T Draconis          | 7.2                 | 13.5                | 422                |                       |
| W Aquilae           | 7.3                 | 14.3                | 490                |                       |
| S Cephei            | 7.4                 | 12.9                | 487                | 407                   |
| R Fornacis          | 7.5                 | 13.0                | 386                | 690                   |
| RZ Pegasi           | 7.6                 | 13.6                | 437                | 206                   |
| RT Aquilae          | 7.6                 | 14.5                | 327                |                       |
| V Cygni             | 7.7                 | 13.9                | 421                | 366                   |
| RR Aquilae          | 7.8                 | 14.5                | 395                | 521                   |
| S Bootis            | 7.8                 | 13.8                | 271                | 680                   |
| WX Cygni            | 8.8                 | 13.2                | 410                |                       |
| W Draconis          | 8.9                 | 15.4                | 279                |                       |
| UX Cygni            | 9.0                 | 17.0                | 569                |                       |
| R Capricorni        | 8.5                 | 15.1                | 340                | [ 16 ]                |
| IK Tauri            | 10.8                | 16.5                | 470                |                       |
| CIT 13              | 10.8                | 13.7                | 470                |                       |
| TX Camelopardalis   | 11.6 B              | 17.7 B              | 557                |                       |
| IRC +10216          | 11.0 R              | 14.8 R              | 630                |                       |
| OH 231.8+4.2        | 8.31 J              | 9.47 J              | 648                |                       |
| NV Aurigae          | 3.3 H               | 6.2 H               | 635                |                       |
| AFGL 2290           | 7.5 H               | 9.3 H               |                    |                       |
| WX Piscium          | 0.9 K               | 4.3 K               | 660                |                       |
| LP Andromedae       | 1.8 K               | 3.7 K               | 614                |                       |
| IRC -10529          | 2.2 K               | 3.2 K               | 680                |                       |
| He 2-104            | 6.3 K               | 7.1 K               |                    |                       |
| OH 26.5+0.6         | 6.9 K               | 10.8 K              |                    |                       |
| LL Pegasi           | 9.6 K               | 11.6 K              |                    |                       |
| OH 127.8+00         | 1.57 L              | 3.02 L              |                    |                       |
| OH 32.8-0.3         | 3.9 L               | 7.2 L               |                    |                       |
| TY Cassiopeiae      | 11.5 photographique | 17.5 photographique | 645                |                       |
| WX Serpentis        | 12.0 photographique | 16.0 photographique | 425                |                       |